# Касио (река)
Касио (яп. 柏尾川 Касио-гава) — река, протекающая по префектуре Канагава, Япония. Начинается у Касио в районе Тоцука-су Иокогамы от слияния рек Акува (阿久和川) и Хирадонагая (平戸永谷川). Через 11 км впадает в реку Сакаи (бассейн залива Сагами) в городе Фудзисава.
Площадь бассейна 84 км².. Небольшой уклон местности и извилистый характер русла способствует частым наводнениям. До 300 года до н. э. на месте реки находился эстуарий Офуна (大船入江), который из-за землетрясений оказался отделённым от морского залива и превратился в пойменную равнину с рекой в центре. При наводнении река образует озеро, которое после ухода воды превращается в болото. Возможно, что это озеро упоминается в местной летописи «Эносима Энги» (江嶋縁起).